# Црква брвнара у Трњану
Црква брвнара у Трњану, насељеном месту на територији општине Неготин и представља непокретно културно добро као споменик културе.

## Изградња
Црква брвнара посвећена Светим Духовима  разликује се по величини од осталих цркава брвнара у Неготинској Крајини. На основу података из црквеног архива подизање цркве се смешта у 1829. годину, пред само ослобођење ових крајева од Турака.

## Архитектура
По архитектонским основама црква је саграђена у облику крста, са певницама и вишестраном апсидом. Грађена је од брвана али је и споља и изнутра облепљена. Кров цркве је покривен ћерамидом. Најважнији детаљи су на источним и северним вратима са прикованим лествицама и стилизованим малим отворима као и озидана ниша за проскомидију у олтару изузетно складног облика.
Црква је једнобродна са бочним певницама мањих димензија. Грађена је од талпи а на угловима спојена саставом званим ластин реп. Бочне стране су ојачане вертикалним гредама. Оплата је од сламе и блата, потом окречена и местимично се задржала на зидовима. Црква је подигнута на искошеном терену па су камени темељи израженије висине на источној страни. Као делови темеља коришћени су и стари надгробни споменици са геометријским и крстастим рељефастим украсима. Апсида је у спољашњости неправилног седмостраног облика, а на јужном делу храма једна од страна апсиде је благо преломљена ка унутра. И са северне стране је изведен преломљени део ка унутрашњости. На западу се црква завршава плитким тремом, правоугаоног облика и ограђеног са четири дрвена стуба повезана луковима. Простор између стубова затворен је ниском дрвеном оградом. Унутрашњост храма је осветљена са три прозорска отвора, правоугаоног облика и затворена прозорском решетком, распоређена на апсиди и певницама. У северном делу цркве је ниско озидано место намењено крстионици. Под је у новије време бетониран. У наосу се издвајају два озидана свећњака, ближе олтарској прегради.

## Иконостас
Иконостас цркве у Трњану има укупно 18 сликарских радова међу којима су само композиције на царским дверима и једна у горњој зони старијег датума из времена градње цркве, док су остале иконе из половине 19. и почетак 20. века.
Неуједначене иконе имају пре свега документрно-историјску вредност за изучавање ове врсте сликарства новијег периода у црквама Тимочке Крајине. Шест појединачних икона и хоризонтални фриз са попрсјима светитеља, вероватно су припадале првобитном иконостасу. Поред ових икона, у цркви се налазе две мање иконе рађене у стилу руске иконографске школе 19. века. Веома је значајна и мала збирка предмета: дрвени крст, путир, петохлебница, два свећњака који потичу с краја 19. и почетака 20. века.

## Ризница
У покретном фонду цркве сачувани су делови првобитног иконостаса, дело сликара зографског иконописног модела. Издвајају се Богородица са Христом представљена утипу Одигитрије, икона Светог Николе у архијерејској одежди и са књигом у руци, икона Светих апостола Петра и Павла која је махом оштећеног бојеног слоја, икона Светог Георгија у сцени убијања аждаје на којој је светитељ представљен као ратник на коњу, а у позадини принцеза стоји испред градских капија,  а краљица и краљ на балкону са кључевима града. Са првобитног иконостаса је сачувана и икона Светог Јована, а у покретном инвентару трњанске цркве налази се и икона Светог Стефана Дечанског, рад непознатог зографа из 1850. године. У фонду цркве се чувају и две иконе пореклом из серијске руске продукције 19. века, као и два антиминса, штампана на платну од којих први потиче из грчке Хидре освећен 1802. године, старији од трњанског храма, а други датира из 1866. из кога сазнајемо да га је осветио епископ неготински Евгеније у Цркви Рођења Богородице у Неготину.